# Lastreopsis rufescens
Lastreopsis rufescens là một loài thực vật có mạch trong họ Dryopteridaceae. Loài này được (Blume) Ching miêu tả khoa học đầu tiên năm 1938.